# Сікайн
Сікайн (Сагайн) — місто в М'янмі з населенням 300 тис., столиця адміністративного округу Сікайн. 

## Географія

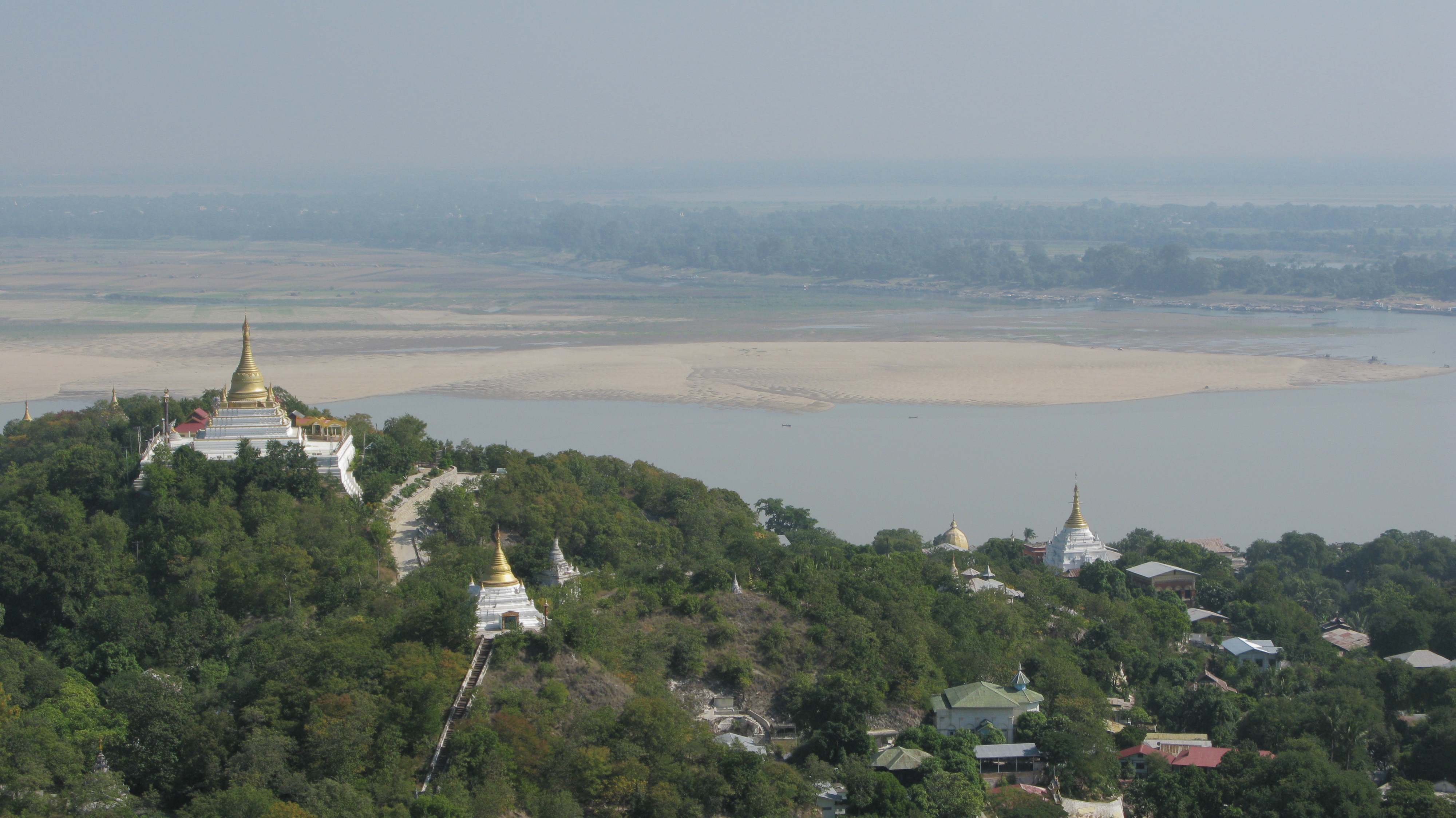
Річка Іраваді з Сікайнського пагорба

Розташоване на річці Іраваді за 22 км від міста Мандалая на іншій стороні річки. Прямо навпроти Сікайна розташоване місто Ава, з'єднане з Сікайном великим мостом.

### Клімат
Місто знаходиться у зоні, котра характеризується кліматом тропічних саван. Найтепліший місяць — травень із середньою температурою 31.3 °C (88.3 °F). Найхолодніший місяць — січень, із середньою температурою 21.1 °С (70 °F).
| Клімат Сікайна          | Клімат Сікайна | Клімат Сікайна | Клімат Сікайна | Клімат Сікайна | Клімат Сікайна | Клімат Сікайна | Клімат Сікайна | Клімат Сікайна | Клімат Сікайна | Клімат Сікайна | Клімат Сікайна | Клімат Сікайна | Клімат Сікайна |
| Показник                | Січ.           | Лют.           | Бер.           | Квіт.          | Трав.          | Черв.          | Лип.           | Серп.          | Вер.           | Жовт.          | Лист.          | Груд.          | Рік            |
| Середня температура, °C | 21,1           | 23,4           | 27,6           | 31             | 31,3           | 29,8           | 30             | 29,4           | 29             | 27,9           | 24,9           | 22,2           | 27,3           |
| Норма опадів, мм        | 3.6            | 1.8            | 1.2            | 35.5           | 133.9          | 117.9          | 70.3           | 125.9          | 155.7          | 172            | 39             | 7.1            | 863.9          |
| Днів з опадами          | 0,6            | 0,6            | 0,9            | 2,9            | 10,4           | 10,1           | 10,2           | 11,5           | 12             | 8,8            | 3,7            | 0,6            | 72,3           |
| Вологість повітря, %    | 62.4           | 50             | 43.8           | 47.3           | 62             | 70.3           | 69.4           | 75.6           | 77.1           | 77.3           | 74.6           | 71.2           | 65.1           |
| ----------------------- | -------------- | -------------- | -------------- | -------------- | -------------- | -------------- | -------------- | -------------- | -------------- | -------------- | -------------- | -------------- | -------------- |
| Джерело: Weatherbase    |                |                |                |                |                |                |                |                |                |                |                |                |                |

## Історія
Місто має давню історію. Після розгрому монголами Паганського царства Сікайн в 1315 році став столицею незалежної держави, яка в умовах політичного вакууму швидко набула чинності на території М'янми. Після розгрому царства в 1364 Шанськими племенами цар Тхадо Мінб'я переніс столицю на інший бік річки в місто Аву.
У 1659—1661 рр. в Сікайні був інтернований останній імператор китайської династії Мін, Чжу Юлан, зі своїм двором.
У період 1760—1764 років Сікайн знову став столицею на короткий час.
Місто відоме великою кількістю пагод і буддійських монастирів, і його навіть порівнюють з Паганом. Він досі зберігає свою значимість для буддистів. Британці побудували 16-пролітний міст, і Сікайн став з'єднаний з Авою і Мандалаєм. Популярний туристичний центр.
У Сікайні виробляли найкращий шовк для лонджі.

## Пам'ятки
- Статуя Будди Лаукун Сектуар в провінції Сікайн, що досягає 116 метрів у висоту. Статуя була зведена без допомоги будівельних кранів.
- Форт Таб'єдан — останнє укріплення бірманців в англо-бірманській війні. Був легко узятий англійцями з причини неспівставної технічної переваги.
- Сікайнська  ступа Каунмудо-Пайя — величезна півсфера висотою 46 метрів, виконана подібно ступі Махасеті в Щрі-Ланці, відтворює згідно з легендою ідеальну форми груді бірманської цариці. Ступа оточена унікальним храмовим комплексом.
- Тупайон-Пайя побудована королем Нарапаті в 1444 році.
- Аунм'єлока-Пайя неподалік від Тупайон-Пайя, цю пагоду побудував цар Бодопайя в 1783 році.
- Безліч пагод і монастирів